# Gustav Braun (Geograph)
Gustav Oskar Max Braun (* 30. Mai 1881 in Dorpat; † 11. November 1940 in Oslo) war ein deutscher Geograph, der sich insbesondere mit der Geographie Skandinaviens, der deutschen Landeskunde, der Küstenforschung und ab Mitte der 1920er Jahre mit der Wirtschaftsgeographie befasste und 1933 aus politischen Gründen zwangsweise in den Ruhestand versetzt wurde.

## Leben
Gustav Braun war der Sohn von Maximilian Braun (1850–1930), Direktor am Königsberger zoologischen Museum, und dessen Frau Toni, geb. Leisterer. Er studierte an der Universität Königsberg und an der Universität Göttingen, in Königsberg wurde er 1903 bei Friedrich Hahn promoviert. 1906 wurde er Assistent bei Rudolf Credner an der Universität Greifswald, wo er sich 1907 habilitierte. Braun wirkte noch einige Zeit als Privatdozent in Greifswald, wo er nach Credners Tod 1908 den Lehrbetrieb der Geographie aufrechterhielt. Einen 1910 erfolgten Ruf an die Universität Peking lehnte er ab. Im selben Jahr heiratete er Ilse von Horn.
Er wurde 1911 Vorsteher der Volkswirtschaftlich-historische Abteilung am Institut und Museum für Meereskunde in Berlin und im folgenden Jahr Professor der Geographie an der Universität Basel. 
Mit Kriegsbeginn 1914 diente er in einer Kavallerieeinheit im Elsass, erkrankte jedoch im Oktober dieses Jahres. Nach der Genesung folgte 1916 die Versetzung zu einer Vermessungseinheit.
Im Jahr 1917 wurde er als Mitglied in die Kaiserliche Leopoldinisch-Carolinische Deutsche Akademie der Naturforscher aufgenommen. Er wurde anfänglich von den Forschungen des Amerikaners William Morris Davis beeinflusst, löste sich aber später immer mehr von ihnen. Im April 1918 wurde er auf den Lehrstuhl für Geographie der Universität Greifswald berufen. Hier leitete er das Geographische Seminar, das 1919 auf seine Initiative in Geographisches Institut umbenannt und unter seiner Leitung erweitert wurde. Ein wichtiges Arbeitsfeld Brauns war die Geographie Skandinaviens; er setzte die Schaffung eines eigenständigen Instituts für Finnlandkunde durch, dessen erster Direktor er wurde. Ferner war er Vorstandsmitglied des Nordischen Instituts in Greifswald und Mitherausgeber der Mitteilungen aus dem Nordischen Institut der Universität Greifswald. Ein weiteres Arbeitsfeld Brauns war die deutsche Landeskunde. Ferner widmete er sich der Küstenforschung, insbesondere der Erforschung der Bodden. 1926 richtete er in Wieck eine kleine Station mit einem Boot ein, von der aus Boddenuntersuchungen, Vermessungsübungen und meteorologische Übungen durchgeführt wurden.
Ab Mitte der 1920er Jahre wandte sich Braun der Wirtschaftsgeographie zu. Er gründete die Zeitschrift Erde und Wirtschaft, die im Verlag Westermann erschien.
Während seiner Zeit in Greifswald promovierten etwa 50 Doktoranden bei ihm, anfangs vor allem zur Küstenmorphologie und zur Landeskunde, auch bezogen auf Pommern, später vor allem mit Themen aus der Wirtschaftsgeographie. Zu seinen Assistenten gehörten die späteren Professoren Walter Geisler, Wilhelm Hartnack und Ernst Plewe.
Braun war Vorsitzender der traditionsreichen Pommerschen Geographische Gesellschaft und Herausgeber des Jahrbuchs der Pommerschen Geographischen Gesellschaft.
Im Jahre 1930 war er Rektor der Universität Greifswald. Seine Rektoratsrede hielt er über Pommerns Küste und ihre Häfen. Seine Unnachgiebigkeit gegenüber nationalsozialistischen Studenten machte ihn dort unbeliebt.
Nach der nationalsozialistischen Machtübernahme kam er 1933 zeitweise aus politischen Gründen in Haft, Devisenvergehen wurden ihm vorgeworfen und zum Prozess gebracht; er wurde im gleichen Jahr zwangsweise in den Ruhestand versetzt. Im November 1934 wurde er vor dem Reichsgericht in allen Punkten freigesprochen. Die von ihm gegründete Zeitschrift Erde und Wirtschaft wurde eingestellt. Im Ruhestand lebte er in Berlin. Im April 1940 meldete er sich zur Wehrmacht und starb ein halbes Jahr später im Militärdienst beim Stab des Befehlshabers in Norwegen.
Ein Teilnachlass, insbesondere seine Reisetagebücher aus Deutschland, Italien und Skandinavien aus den Jahren 1904 bis 1938,  befindet sich im Archiv für Geographie des Leibniz-Instituts für Länderkunde in Leipzig.

## Schriften
- Ostpreussens Seen. Geographische Studien. s. n., Königsberg 1903, (urn:nbn:de:mob-364-02048342, Königsberg, Universität, Dissertation, 1903; auch in: Schriften der Physikalisch-Ökonomischen Gesellschaft zu Königsberg in Pr. Jahrgang 44, 1903, S. 33–125).
- mit William Morris Davis: Grundzüge der Physiogeographie. Teubner, Leipzig u. a. 1911.
- Das Ostseegebiet (= Aus Natur und Geisteswelt. 367, ISSN 2569-6807). Teubner, Leipzig 1912, (Digitalisat).
- Der Fährverkehr zur See im Europäischen Norden (= Meereskunde. Band 6, Nummer 7 = Nummer 67, ISSN 2510-9057). Mittler, Berlin 1912, (Nachdruck: Salzwasser-Verlag, Paderborn 2011, ISBN 978-3-86444-250-6).
- Deutschland. Dargestellt auf Grund eigener Beobachtung, der Karten und der Literatur. 2 Bände. Gebrüder Borntraeger, Berlin 1916, (2., umgearbeitete Auflage. 6 Bände. ebenda 1926–1936).
- Über die Entstehung der Ostsee (= Berichte aus dem Institut für Finnlandkunde der Ernst-Moritz-Arndt-Universität Greifswald. 3, ZDB-ID 560714-0). Vorgetragen in der Jahresversammlung der Gesellschaft von Freunden und Förderern der Universität Greifswald Juli 1922 und gedruckt mit Unterstützung derselben. Bamberg, Greifswald 1923.
- Verkehrsverhältnisse in Finnisch-Lappland. In: Deutsche Allgemeine Zeitung. Reichsausgabe, Jahrgang 62, Nummer 56/57, 4. Februar 1923, Beilage, unpag., (Digitalisat).
- Die Nordischen Staaten. Norwegen, Schweden, Finnland. Eine soziologische Länderkunde. Band 1: Einführung und Grundlagen. Hirt, Breslau 1924, (Mehrbändig angelegt, es erschien nur dieser Band).
- Nordeuropa. Deuticke, Leipzig u. a. 1926.
- Das Problem der Niveauschwankungen von Nordeuropa und die Entwicklung der Ostsee. In: Verhandlungen und wissenschaftliche Abhandlungen des Deutschen Geographentages. 24, 1931 (1932), S. 46–64.
- mit Wilhelm Hartnack: Pommern in der Reichsreform. Denkschrift. Bamberg, Greifswald 1932.
- Die Formenwelt des deutschen Bodens (= Deutscher Boden. 7, ZDB-ID 531852-X). Gebrüder Borntraeger, Berlin 1939.